# Kari Grønn
Kari Grønn, född 14 april 1914 i Mysen, Norge, död 1 februari 2006 i Sandefjord, var en norsk skådespelare. Hennes efternamn som gift var Hagtvet.
Grønn engagerades vid Nationaltheatret 1939, och blev kvar där till 1948. Under denna period spelade hon klassiska ungflickeroller som Dina Dorf i Henrik Ibsens Samhällets stöttor, Petra i Ibsens En folkefiende och Karen Riis i Bjørnstjerne Bjørnsons Det ny system. Hon gjorde sig också bemärkt som Alvilde i Oskar Braatens Det stora barndopet. Efter åtta år vid Nationaltheatret drog hon sig tillbaka till privatlivet och gjorde sig därefter mycket lite bemärkt inom den norska teatern.

## Filmografi
- 1938 – Eli Sjursdotter
- 1949 – Aldri mer! (kortfilm)